# Taça dos Vencedores de Taças de Hóquei em Patins de 1987-88
A Taça dos Vencedores de Taças de Hóquei em Patins de 1987-88 foi a 12.ª edição da Taça das Taças.
Os espanhóis do CE Noia venceram o troféu pela primeira vez, derrotando os italianos do Amatori Lodi na final.

## Equipas participantes
| País               | Clube                | Classificação                                     |
| ------------------ | -------------------- | ------------------------------------------------- |
| Alemanha Ocidental | GRSC Mönchengladbach | Vencedor da Taça da Alemanha Ocidental de 1986/87 |
| Espanha            | CE Noia              | Semi-finalista da Taça do Rei de 1986/87          |
| França             | Carhaix              | 2.º lugar da Liga Francesa de 1986/87             |
| Itália             | Amatori Lodi         | Finalista da Taça de Itália de 1986/87            |
| Países Baixos      | RV Dennenberg        | 2.º lugar da Liga Neerlandesa de 1986/87          |
| Portugal           | UD Oliveirense       | Finalista da Taça de Portugal de 1986/87          |
| Suíça              | RS Basileia          | Vencedor da Taça da Suíça de 1986/87              |

## Jogos

### Fase final
|  | Quartos-de-final | Quartos-de-final | Quartos-de-final | Quartos-de-final |                 |                 | Meias-finais | Meias-finais | Meias-finais |  |         | Final | Final | Final |
|  |                  |                  |                  |                  |                 |                 |              |              |              |  |         |       |       |       |
|  | 1                | CE Noia          | 23               | 9                |                 |                 |              |              |              |  |         |       |       |       |
|  | 8                | RV Dennenberg    | 1                | 9                |                 |                 |              |              |              |  |         |       |       |       |
|  | 8                | RV Dennenberg    | 1                | 9                |                 | CE Noia         | 9            | 4            |              |  |         |       |       |       |
|  |                  |                  |                  |                  |                 | CE Noia         | 9            | 4            |              |  |         |       |       |       |
|  |                  | UD Oliveirense   | 6                | 3                |                 |                 |              |              |              |  |         |       |       |       |
|  | 4                | UD Oliveirense   | 6                | 3                | Carhaix         | 2               | 1            |              |              |  |         |       |       |       |
|  | 4                |                  |                  |                  | Carhaix         | 2               | 1            |              |              |  |         |       |       |       |
|  | 5                | UD Oliveirense   | 12               | 16               |                 |                 |              |              |              |  |         |       |       |       |
|  | 5                | UD Oliveirense   | 12               | 16               |                 |                 |              |              |              |  | CE Noia | 11    | 8     |       |
|  |                  |                  |                  |                  |                 |                 |              |              |              |  | CE Noia | 11    | 8     |       |
|  |                  | Amatori Lodi     | 5                | 4                |                 |                 |              |              |              |  |         |       |       |       |
|  | 3                | Amatori Lodi     | 5                | 4                | GRSC M'gladbach | 4               | 4            |              |              |  |         |       |       |       |
|  | 3                |                  |                  |                  | GRSC M'gladbach | 4               | 4            |              |              |  |         |       |       |       |
|  | 6                | RS Basileia      | 3                | 1                |                 |                 |              |              |              |  |         |       |       |       |
|  | 6                | RS Basileia      | 3                | 1                |                 | GRSC M'gladbach | 3            | 3            |              |  |         |       |       |       |
|  |                  |                  |                  |                  |                 | GRSC M'gladbach | 3            | 3            |              |  |         |       |       |       |
|  |                  | Amatori Lodi     | 4                | 7                |                 |                 |              |              |              |  |         |       |       |       |
|  | 2                | Amatori Lodi     | 4                | 7                | Amatori Lodi    |                 |              |              |              |  |         |       |       |       |
|  | 2                |                  |                  |                  | Amatori Lodi    |                 |              |              |              |  |         |       |       |       |
|  | 7                |                  |                  |                  |                 |                 |              |              |              |  |         |       |       |       |
|  |                  |                  |                  |                  |                 |                 |              |              |              |  |         |       |       |       |

#### Quartos-de-final
| Equipa 1             | Total | Equipa 2       | 1.ª Mão | 2.ª Mão |
| -------------------- | ----- | -------------- | ------- | ------- |
| CE Noia              | 32-10 | RV Dennenberg  | 23-1    | 9-9     |
| Carhaix              | 3-28  | UD Oliveirense | 2-12    | 1-16    |
| GRSC M'gladbach      | 8-4   | RS Basileia    | 4-3     | 4-1     |
| Isento: Amatori Lodi |       |                |         |         |

#### Meias-finais
| Equipa 1        | Total | Equipa 2       | 1.ª Mão | 2.ª Mão |
| --------------- | ----- | -------------- | ------- | ------- |
| CE Noia         | 13-9  | UD Oliveirense | 9-6     | 4-3     |
| GRSC M'gladbach | 6-10  | Amatori Lodi   | 3-4     | 3-7     |

#### Final
| Equipa 1 | Total | Equipa 2     | 1.ª Mão | 2.ª Mão |
| -------- | ----- | ------------ | ------- | ------- |
| CE Noia  | 19-9  | Amatori Lodi | 11-5    | 8-4     |

| Vencedor da Taça das Taças 1987/88 |
| ---------------------------------- |
|                                    |
| CE Noia (1.º título)               |